# Tuấn Đạo
Tuấn Đạo là một xã thuộc tỉnh Bắc Ninh, Việt Nam.

## Địa lý
Xã Tuấn Đạo có vị trí địa lý:
- Phía đông giáp xã Dương Hưu
- Phía tây giáp xã Lục Sơn
- Phía nam giáp xã Tây Yên Tử
- Phía bắc giáp các xã Đèo Gia, Yên Định và Sơn Động.

Xã Tuấn Đạo có diện tích 97,87 km², dân số 6.407 người, mật độ dân số đạt 65 người/km².

## Lịch sử
Địa bàn xã Tuấn Đạo hiện nay trước đây vốn là xã Bồng Am và xã Tuấn Đạo thuộc huyện Sơn Động.
Trước khi sáp nhập, xã Bồng Am có diện tích 30,41 km², dân số là 892 người, mật độ dân số đạt 29 người/km². Xã Tuấn Đạo có diện tích 67,46 km², dân số là 4.502 người, mật độ dân số đạt 67 người/km², có 14 thôn: Bãi Chợ, Bảo Tuấn, Chủa, Đá Bờ, Đông Tuấn, Đồng Ram, Đồng Xim, Đồng Mé, Lâm Tuấn, Nghẽo, Sầy, Thủm, Trại Mới, Tuấn Sơn.
Ngày 21 tháng 11 năm 2019, Ủy ban Thường vụ Quốc hội ban hành Nghị quyết số 813/NQ-UBTVQH14 về việc sắp xếp các đơn vị hành chính cấp xã thuộc tỉnh Bắc Giang (nghị quyết có hiệu lực từ ngày 1 tháng 1 năm 2020). Theo đó, sáp nhập toàn bộ diện tích và dân số của xã Bồng Am vào xã Tuấn Đạo.
Ngày 16 tháng 6 năm 2025, Ủy ban Thường vụ Quốc hội ban hành Nghị quyết số 1658/NQ-UBTVQH15 của UBTVQH về việc sắp xếp các đơn vị hành chính cấp xã của tỉnh Bắc Ninh năm 2025. Theo đó, 1 xã không thực hiện sắp xếp là xã Tuấn Đạo.